# Joywave
Joywave — американская группа из Рочестера, Нью-Йорк, образованная в 2010 году. В состав группы входят вокалист Дэниэл Армбрустер, гитарист Джозеф Маринелли и барабанщик Пол Бреннер. Группа впервые стала известна благодаря сотрудничеству с музыкальным проектом в жанре электроника Big Data Dangerous. После выпуска двух мини-альбомов их дебютный альбом «How Do You Feel Now?» был выпущен на их собственном лейбле Cultco Music, являющемся импринтом Hollywood Records, в 2015 году. Их второй альбом Content был выпущен 28 июля 2017 года. За ним последовал третий альбом Possession который был выпущен 13 марта 2020 года. Четвёртый альбом Cleanse был выпущен 11 февраля 2022 года. Пятый альбом Permanent Pressure был выпущен 17 мая 2024 года.

## Карьера

### 2010—2013: Ранние годы
Все участники коллектива выросли в Рочестере. Армбрустер, Бреннер и Маринелли играли вместе в различных местных группах, включая The Hoodies. Joywave была официально сформирована в 2010 году. Доннелли присоединился к группе вскоре после этого, и они выпустили свой первый микстейп «77777» в 2011 году. В 2012 году они выпустили свой первый EP, Koda Vista. В 2013 году они выпустили свой второй микстейп «88888».

### 2014—2016:DangerousиHow do you feel now?
В 2012 году группа регулярно ездила на выступления в Нью-Йорк, где Армбрустер познакомился и начал сотрудничать с продюсером Аланом Уилкисом над его новым проектом Big Data. Армбрустер записал четыре песни, включая сингл Dangerous, который был записан Уилкисом с Армбрустером на вокале и приписан к Big Data с участием Joywave. Песня заняла 2 место в чарте Billboard в категории Rock & Alternative Airplay в 2014 году. После вирусного успеха Dangerous Joywave выступили на Lollapalooza в Чикаго и дебютировали на телевидении в июле 2014 года в шоу Late Night with Seth Meyers (англ. Late Night with Seth Meyers), где исполнили песню с Big Data, а также свою песню Tongues. В 2015 году они также выступили на шоу «Джимми Киммел в прямом эфире» и Big Morning Buzz Live (англ. Big Morning Buzz Live) от VH1. Затем группа подписала контракт с принадлежащим Диснею лейблом Hollywood Records, чтобы создать свой собственный импринт Cultco, и получила уникальное разрешение на использование сэмплов из каталога фильмов Диснея в своей музыке. Группа выпустила свой второй EP, How Do You Feel? позже в 2014 году.
Дебютный мини-альбом группы «How Do You Feel Now?» был выпущен 21 апреля 2015 года в США и 22 июня 2015 года в Великобритании. Альбом представляет собой сборник песен, написанных участниками группы за предыдущее десятилетие. Он достиг 25 места в чарте Billboard в категории Alternative Albums, 34 место в чарте Top Rock Albums и 3 место в чарте Heatseekers Albums. С альбома было выпущено четыре сингла: Somebody New, Tongues, Destruction и Now. Клип на песню Tongues был снят Дэниелами. Группа играла в поддержку альбома в течение семи месяцев с апреля по октябрь, включая сегменты, открывающие шоу для The Kooks в Северной Америке и для Брендона Флауэрса из The Killers в Великобритании, где они также играли на фестивале в Лидсе.

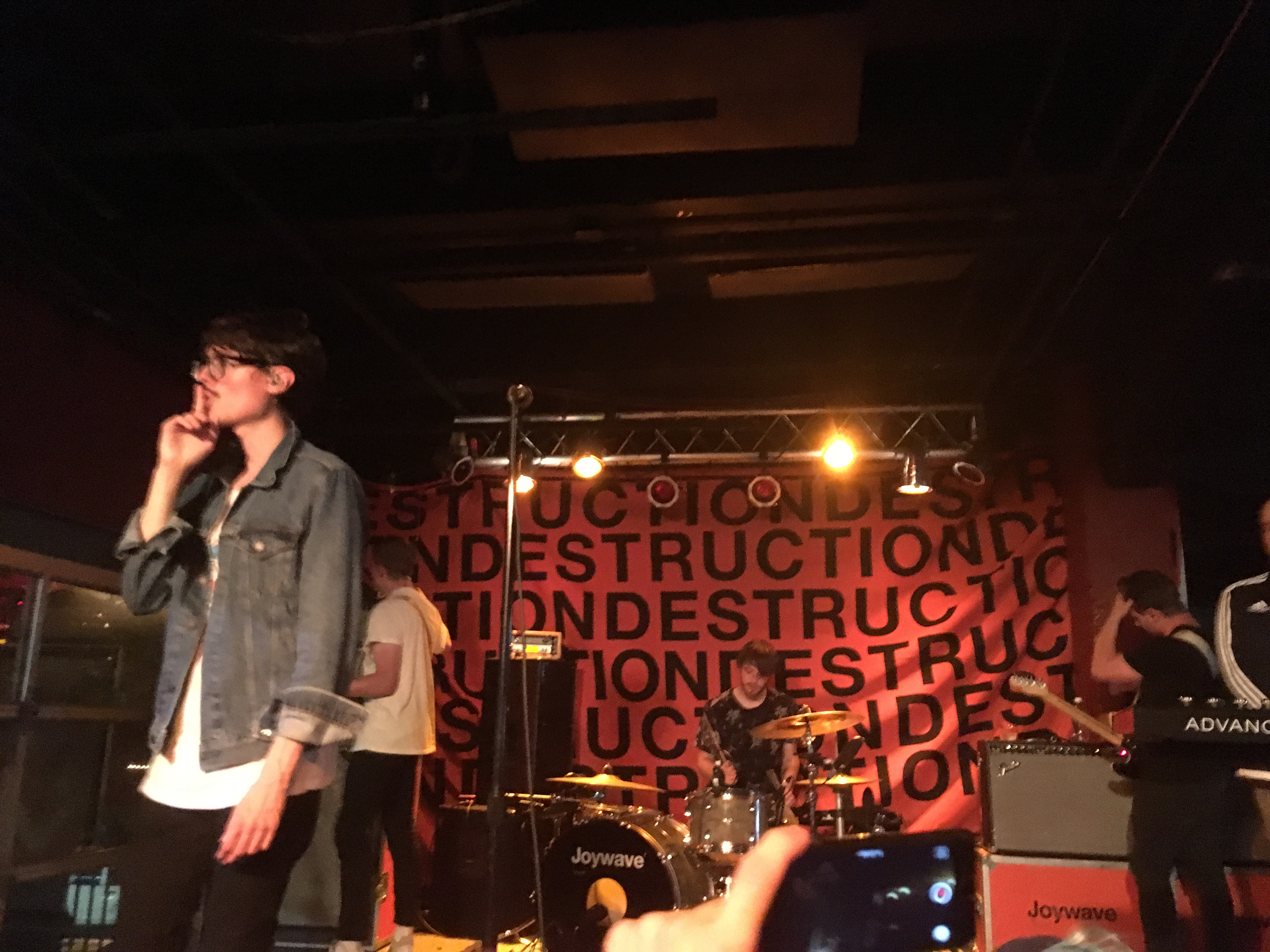
Выступление Joywave в 2016 году

В 2016 году коллектив выпустил Swish — сборник, на которой было всего девять копий песни Destruction и B-сайд трека под названием Life in a Bubble I Blew. Название является отсылкой к альбому Канье Уэста 2016 года The Life of Pablo, который изначально должен был называться Swish. Группа также отправилась в пятинедельный тур по США вместе с Metric.

### 2017—2018:Content
Группа начала записывать свой следующий альбом в конце 2016 года. Теперь, работая с более крупным бюджетом, они перенесли свою домашнюю студию в Рочестере в сарай в Блумфилде, Нью-Йорк, и записали альбом за четыре месяца. В преддверии альбома было выпущено пять синглов, включая песню Content в апреле 2017 года и «It’s a Trip!» в мае. Альбом Content вышел 28 июля, после вечеринки, состоявшейся в Первой Федеральной Площади в Рочестере. Доннелли получил травму и он не отправился в турне в поддержку альбома, позднее он покинул коллектив. Летом того года группа гастролировала по США вместе с Young the Giant и Cold War Kids. В ноябре группа объявила о втором этапе своего тура «Thanks. Thanks for Coming tour», который начался в Лас-Вегасе 10 февраля 2018 года. Группа появилась на «Позднее шоу со Стивеном Кольбером» 9 февраля, где исполнила сингл Doubt. Они выступали с Thirty Seconds to Mars, Walk the Moon и MisterWives в рамках североамериканского тура Thirty Seconds to Mars летом, а в сентябре они играли с Bishop Briggs.

### 2019—2020:Possesion
Joywave вернулись к широкому использованию сэмплов в Possession, в основном взятых из записей на золотой пластинке «Вояджера». Пять из двенадцати треков альбома были выпущены до его выхода, включая синглы Like a Kennedy, выпущенный 21 июня 2019 года, Obsession, выпущенный 9 августа, и Half Your Age, выпущенный 7 января 2020 года. Несмотря на широкое продвижение альбома, его выход 13 марта совпало с пандемией COVID-19. Joywave дали последний концерт 2020 года 1 марта в Берлине, после чего вернулись домой в Рочестер, где 14 марта было объявлено чрезвычайное положение. Запланированный тур Possession неоднократно переносился и в итоге был отменен в 2021 году.

### 2021—2023:Cleanse
В период пандемии коронавируса, в 2020 и 2021 годах, Армбрустер возобновил работу над очередным альбомом, написав десять треков размышлений о пандемии, которые вошли в Cleanse. Армбрустер занимался продюсированием в своей студии дома, а Бреннер и Моринелли делились материалами через Интернет. Клавишник Бенджамин Бейли покинул группу в 2021 году, ради своей одиночной карьеры. Joywave выпустили мини-альбом из четырёх песен Every Window is a Mirror 25 июня 2021 года. Ещё один сингл, Cyn City 2000, был выпущен 2 ноября. Cleanse был выпущен 11 февраля 2022 года.
В октябре 2021 года группа объявила о туре The Cleanse Tour, который начался в Гаррисберге, 26 февраля 2022 года. К группе присоединились басист Кевин Махони, а также клавишники Коннор Эман и Джейсон Милтон. Осенью 2022 года Joywave совместно с I Don’t Know How But They Found Me возглавили тур The Welcome to Hellvetica. В августе Joywave объявили о туре по Великобритании и ЕС, который начался в Дублине 1 ноября 2022 года. В декабре они объявили об очередном туре по США под названием Express Wash, который состоялся в марте и апреле 2023 года.
Весной 2022 года группа записала версию темы NHL на ESPN для трансляций плей-офф. 24 июня 2022 года группа анонсировала концертный альбом под названием Live. Альбом был записан с нескольких концертов тура Cleanse и вышел 29 июля 2022 года.

### 2024—настоящее время:Permanent Pleasure
16 февраля 2024 года Joywave выпустили сингл Brain Damage. 22 марта они выпустили сингл Scared и заявили, что их предстоящий альбом Permanent Pleasure запланирован на 17 мая. В мае группа объявила о мировом турне Permanent Pleasure, которое началось в Торонто, и завершилось 14 ноября 2024 года в Утрехте. 27 января 2025 года группа объявила о своем туре «Here to Perform…», который начнётся 16 апреля 2025 года в Нью-Хейвене, и продлится до мая, с Little Image в качестве группы поддержки.

## Состав группы

### Нынешние участники
- Дэниэл Армбрустер — ведущий вокал, гитара, продюсирование, пиано (2010—настоящее время)
- Джозеф Маринели — гитара (2010—настоящее время)
- Пол Бреннер — барабаны (2010—настоящее время

### Концертные музыканты
- Кевин Маони — бас-гитара (2017—настоящее время)
- Коннор Эман — гитара, клавишные, и бэк-вокал (2022)
- Тэйлор Дурбэй — гитара, клавишные, и бэк-вокал (2022—настоящее время)

### Бывшие участники
- Трэвис Джонсон — клавишные (2010—2013)
- Sean Donnelly — бас-гитара (2010—2017)
- Jeremiah Crespo — бас-гитара (2017—2018)
- Benjamin Bailey — клавишные, пиано, синтезатор (2013—2021)

## Дискография
- How Do You Feel Now? (2015)
- Content (2017)
- Cleanse (2022)
- Permanent Plasure (2024)